# Magnesia al Sipilo
Magnesia al Sipilo (in greco antico: Μαγνησία του Σιπύλου?) è stata una città della Lidia, situata a circa 65 km a NE di Smirne, sul corso del fiume Hermus (oggi Gediz), alle falde del monte Spil. Sul luogo dell'antica città sorge la moderna città turca di Manisa.

## Storia
Non si trova alcun riferimento alla città antica fino al 190 a.C., quando Antioco il Grande fu sconfitto nella battaglia di Magnesia dal console romano Lucio Cornelio Scipione Asiatico. Divenne città importante sotto il governo romano e, malgrado fosse stata pressoché distrutta da un terremoto nel corso del regno dell'Imperatore Tiberio, fu da questi riedificata e fiorì per tutto il periodo imperiale romano. Fu una delle poche città di questa parte dell'Anatolia a rimanere prospera sotto il dominio turco-ottomano.
La più importante sopravvivenza artistica di quell'epoca è la Niobe di Sipilo (Suratlu Tash) sulle pendici più basse del monte, a circa 6 km a est della città. Si tratta di un'immagine colossale in posizione assisa, intagliata in una nicchia scavata nella roccia, di origine ittita: potrebbe essere quella descritta nella Periegesi della Grecia di Pausania come l'antichissima statua della "Madre degli Dèi", scolpita da Brotea, figlio di Tantalo, e cantata da Omero.
Nelle sue vicinanze giace la città primitiva e a un chilometro circa a est si trova il sedile di roccia che Pausania indica come il Trono di Pelope. 
Vi sono anche sorgenti termali di acqua calda e una grotta sacra al dio Febo.